# Gynaephila icterica
Gynaephila icterica är en fjärilsart som beskrevs av Fletcher 1961. Gynaephila icterica ingår i släktet Gynaephila och familjen nattflyn. Inga underarter finns listade i Catalogue of Life.